# 身体均整法
身体均整法(しんたいきんせいほう)とは、亀井進によりまとめられた日本の手技療法、整体法のひとつ。

## 概要
昭和26年10月10日、愛媛県松山市において身体均整協会が設立。
当時日本で行われていた療術、オステオパシー、カイロプラクティック、スポンディロセラピーなどの手技療法の技術、理論を統合し法制化しようとする運動の中から生まれた。

## 関連書籍
- 『身体均整法』 手嶋昇、1975年
- 『身体均整法研究』 身体均整師会、2014年
- 『戦後療術史 法制化運動と身体均整法』 三浦宏明、2018年

## 現在活動中の主な団体
- 一般社団法人 身体均整師会

- 日本姿勢保健均整師会